# Ginban Kaleidoscope
Ginban Kaleidoscope (яп. 銀盤カレイドスコープ гимбан карэйдосуко:пу, неоф. рус. «Фигурный калейдоскоп») — серия книг в формате «лайт-новел», написанных Рэем Кайбарой и опубликованных Super Dash Bunko (импринт издательства Shueisha) с иллюстрациями Хиро Судзухиры. По мотивам этого романа, выходившего в 2003—2006 годах, была создана одноимённая манга и аниме-сериал. Трансляция сериала шла по японскому телеканалу TV Tokyo в октябре—декабре 2005 года. Ginban Kaleidoscope завоевал второй приз на конкурсе для начинающих авторов Super Dash.

## Сюжет
Главными героями повествования являются японская фигуристка Тадзуса Сакурано (яп. Sakurano Tazusa) и член канадской аэробатической команды Пит Пампс (англ. Pete Pumps). Во время выступления Тадзуса падает с тройного лутца и теряет сознание, а в это же время Пит погибает во время представления из-за технической неполадки в самолете. Вскоре выясняется, что Пит занял тело Тадзусы и будет находиться в нем еще 100 дней.

## Персонажи
Тадзуса Сакурано (яп. 桜野タズサ Сакурано Тазуса) - Японская фигуристка известна своим острым языком. У нее плохие отношения со СМИ и публикой из-за ее холодного отношения и больших неудач в состязаниях. Ее цель - участвовать в зимних Олимпийских играх в Турине (Турин, Италия). В начале сериала она одержима призраком Пита Пампса, и хотя она изначально ненавидела его, она постепенно росла, чтобы принять его постоянное присутствие в своей жизни, и еще больше полюбила его. Первоначально Тазуса изображалась как хладнокровная, необщительная девушка. У неё мало друзей и она живет со своим тренером и сестрой. Однако, проведя время с Питом, она медленно меняется и открывает свое сердце. Особенно в школе, где Пит помогает ей сдавать экзамены. Она также начинает больше выражать себя во время катания на коньках, что позволяет ей представлять Японию на Олимпийских играх. В то же время, Тазуса также влюбляется в Пита, и она наконец понимает, что действительно важно для нее.
Сэйю: Аяко Кавасуми
Пит Пампс (яп. ピート・パンプス Пито Панпусу) - Канадский пилот-трюкач, который погиб, когда у его самолета возникла механическая неисправность, и он упал на землю. Как призрак, ему нужно подождать 100 дней, прежде чем он сможет попасть на небеса (его дата вознесения - 23 февраля) и непреднамеренно появляется в теле Тазусы. Пит любит Тазузу и пытается помочь ей улучшить свой имидж в обществе и преуспеть в отборе на Олимпиаду. На первом этапе выступления на Олимпийских играх Пит целует Тазузу, а затем во время их последнего выступления Пит целует ее в форме призрака и, кажется, любит ее в ответ. Когда он наконец уходит, он эмоционально прощается с ней.
Сэйю: Ёсино Хироюки

## Медия

### Ранобэ
Роман был написан Рей Кайхарой с иллюстрациями Хиро Судзухира. Роман был опубликован издательством Shueisha в журнале Super Dash Bunko, всего было опубликовано 9 томов.

### Манга
Манга-адаптация Джуна Хасегавы была издавалась в журнале Margaret под издательством Shueisha в период между 18-м выпуском 2005 года и 10-м выпуском 2006 года. Позднее отдельные главы были собраны и опубликованы в двух томах.

### Аниме
C 9 октября по 25 декабря 2005 года, на телеканалах TV Tokyo, TV Osaka, AT-X и Animax выходил аниме-сериал. Производством сериала занималась студия Actas совместно с SynergySP, под руководством режиссёра Такамацу Синдзи по сценарию Яматоя Акацуки, Ёкотэ Митико, Такахаси Нацуко, Накасэ Рика, Яматоя Акацуки, Кайбара Рэй. За дизайн персонажей отвечал Макиути Момоко, а художником-постановщиком являлся Ёсихара Кадзусукэ. Музыкальное сопровождение написали Камэяма Койтиро и Ватанабэ Кадзунори.

## Критика
Произведение получило Гран-при во 2-й премии «Новичок года» в Super Super Dash. Мелисса Д. Джонсон из THEM Anime Reviews поставила сериалу 5 из 5 звезд, сказав, что «Фигурный Калейдоскоп» - это прекрасная история о совершеннолетии. Ему удается осуществить полную историю всего за двенадцать эпизодов, но каким-то образом удается создать запоминающихся персонажей.